# Ілляшенко Михайло Васильович
Ілляшенко Михайло Васильович (нар. 1 січня 1951 року, с. Чехівка Чорнобаївського району, нині Черкаська область) — режисер, заслужений діяч мистецтв УРСР (1990), лауреат мистецької премії імені Марка Кропивницького.

## Життєпис
1972 — закінчив Київський інститут культури (викл. Б. Мешкіс, В. Ткаченко)
1980 — закінчив інститут театрального мистецтва (викл. С. Сміян, В. Судьїн)
1980—1987 — режисер
1987—2002 — головний режисер, художній керівник Волинського обласного музично-драматичного театру імені Тараса Шевченка (нині Волинський обласний академічний музично-драматичний театр імені Тараса Шевченка)
Від 2002 — директор-художній керівник Кіровоградського академічного обласного українського музично-драматичного театру ім. М. Л. Кропивницького

## Творча діяльність
Творчій манері І. притаманні поетичність та образність.

### Основні вистави
«Без вини винні» (1980), «Доходне місце» (2005), «Вовки та вівці» (2009) О. Островського, «Гра на клавесині» Я. Стельмаха (1981), «Лиха іскра поле спалить, сама щезне» І. Карпенка-Карого, «Чмир» М. Кропивницького (обидві — 1985), «Гайдамаки» за Т. Шевченком, «Плаха» за Ч. Айтматовим (обидві — 1989), «Бояриня» Лесі Українки (1991), «Ой не ходи, Грицю, та й на вечорниці» М. Старицького (1993), «Ревізор» М. Гоголя (2003), «Сільва» І. Кальмана (2008).

## Відзнаки
Заслужений діяч мистецтв УРСР (1990)